# پیغام‌رسان را بکش
پیغام‌رسان را بکش (به انگلیسی: Kill the Messenger) فیلمی است در ژانر زندگی‌نامه‌ای، جنایی و مهیج محصول ۲۰۱۴ آمریکا. فیلم را مایکل کوئستا کارگردانی کرده و سناریوی آن را هم پیتر لندسمن نگاشته‌است. این فیلم بر اساس کتابی به همین نام نوشتهٔ نیک شو وهمچنین کتاب اتحاد تاریک نوشتهٔ گری وب ساخته شده‌است. هنرپیشگانی چون جرمی رنر، مری الیزابت وینستد و رزمری دویت در این فیلم به ایفای نقش پرداخته‌اند. این نخستین فیلمی است که جرمی رنر تهیه‌کنندگی آن را بر عهده داشته است. پیغام‌رسان را بکش دربارهٔ خبرنگاری به نام گری وب است که قضیهٔ نقش سی‌آی‌ای در همکاری با قاچاقچیان مواد مخدر برای تأمین بودجهٔ مبارزه با کمونیسم در نیکاراگوئه را افشا کرد.

## داستان
گری وب خبرنگار یک روزنامهٔ نه‌چندان‌سرشناس به نام مرکوری نیوز، در جریان تحقیق روی یک پروندهٔ فروش مواد مخدر، متوجه وجود پرونده‌ای دربارهٔ نقش دولت آمریکا در ورود کوکائین به این کشور می‌شود. با پی‌گیری قضیه متوجه نقش سازمان سیا در ورود مواد مخدر و اختصاص درآمدش برای مبارزهٔ کنتراها می‌شود. او مقاله‌ای در این رابطه می‌نویسد که باعث غوغای بسیاری می‌شود. ولی در ادامه به او اتهام دروغ‌پراکنی زده شده و تحت فشار قرار می‌گیرد تا آنجا که ناچار به کناره‌گیری از حرفه‌اش می‌شود.